# Finala Cupei Campionilor Europeni 1985
Finala Cupei Campionilor Europeni 1985 a fost un meci de fotbal jucat între Liverpool din Anglia și Juventus din Italia pe Stadionul Heysel în Bruxelles, Belgia pe 29 mai 1985.
Meciul a fost umbrit de dezastrul, care a avut loc cu o oră înainte de începutul meciului, când suporterii celor de la Liverpool i-au atacat pe cei ai lui Juventus, mulți oameni fiind zdrobiți de un zid al stadionului, care până la urmă s-a prăbușit. Treizeci și nouă de oameni au fost uciși și alte sute au fost rănite.
S-a decis ca meciul să se joace deoarece s-a crezut că abandonarea lui ar putea cauza alte probleme.

## Detalii
| Juventus           | 1 – 0 | Liverpool |
| ------------------ | ----- | --------- |
| Platini 56' (pen.) |       |           |

| Juventus | Liverpool |

| JUVENTUS:           |    |                    |  |     |
|                     |    |                    |  |     |
| P                   | 1  | Stefano Tacconi    |  |     |
| F                   | 2  | Luciano Favero     |  |     |
| F                   | 3  | Antonio Cabrini    |  |     |
| M                   | 4  | Massimo Bonini     |  |     |
| F                   | 5  | Sergio Brio        |  |     |
| F                   | 6  | Gaetano Scirea (c) |  |     |
| A                   | 7  | Massimo Briaschi   |  | 84' |
| F                   | 8  | Marco Tardelli     |  |     |
| A                   | 9  | Paolo Rossi        |  | 89' |
| M                   | 10 | Michel Platini     |  |     |
| M                   | 11 | Zbigniew Boniek    |  |     |
| Rezerve:            |    |                    |  |     |
| P                   | 12 | Luciano Bodini     |  |     |
| F                   | 13 | Nicola Caricola    |  |     |
| A                   | 14 | Cesare Prandelli   |  | 84' |
| M                   | 15 | Bruno Limido       |  |     |
| M                   | 16 | Benimiano Vignola  |  | 89' |
| Antrenor:           |    |                    |  |     |
| Giovanni Trapattoni |    |                    |  |     |

| LIVERPOOL: |    |                  |                 |     |
|            |    |                  |                 |     |
| P          | 1  | Bruce Grobbelaar |                 |     |
| F          | 2  | Phil Neal (c)    |                 |     |
| F          | 3  | Jim Beglin       |                 |     |
| F          | 4  | Mark Lawrenson   |                 | 4'  |
| M          | 5  | Steve Nicol      |                 |     |
| F          | 6  | Alan Hansen      |                 |     |
| A          | 7  | Kenny Dalglish   |                 |     |
| M          | 8  | Ronnie Whelan    |                 |     |
| A          | 9  | Ian Rush         |                 |     |
| M          | 10 | Paul Walsh       |                 | 46' |
| M          | 11 | John Wark        | Cartonaș galben |     |
| Rezerve:   |    |                  |                 |     |
| F          | 12 | Gary Gillespie   |                 | 4'  |
| P          | 13 | Chris Pile       |                 |     |
| M          | 14 | Craig Johnston   |                 | 46' |
| M          | 15 | Jan Mølby        |                 |     |
| M          | 16 | Sammy Lee        |                 |     |
| Antrenor:  |    |                  |                 |     |
| Joe Fagan  |    |                  |                 |     |